# Charinus tomasmicheli
Charinus tomasmicheli är en spindeldjursart som beskrevs av Armas 2007. Charinus tomasmicheli ingår i släktet Charinus och familjen Charinidae. Inga underarter finns listade i Catalogue of Life.